# Stolnicy radomscy
Stolnicy radomscy – chronologiczna lista osób piastujących urząd stolnika radomskiego.

## Stolnicy
- Stefan Tymiński 1726-1731
- Kazimierz Rudnicki 1731-1750
- Józef Jankowski 1750-1757
- Karol Romer (zm. 1767) 1757-1764
- Franciszek Libiszowski 1764-1766
- Wojciech Wężyk Rudzki 1768
- Michał Jaksa Bąkowski 1768-1780
- Roch Romer 1793